# Nabi Tajima
Nabi Tajima (in giapponese: 田島 ナビ; Whuang Village, 4 agosto 1900 – Kikai, 21 aprile 2018) è stata una supercentenaria giapponese vissuta 117 anni e 260 giorni.
È la quinta persona più longeva della storia ed è la seconda persona più longeva di sempre di tutta l'Asia (e del Giappone) dopo Kane Tanaka. È inoltre una delle 12 persone che nella storia dell'umanità hanno raggiunto i 117 anni, nonché l'ultima persona vivente nata nel XIX secolo. È stata, infine, l'ultima persona vivente facente parte della generazione perduta (generazione di persone nate tra il 1883 e il 1900). La sua età è la terza più alta mai registrata in un essere umano nel XXI secolo e nel III millennio.

## Biografia
Nabi Tajima, figlia maggiore di un'estesa famiglia, nacque ad Arakij, un villaggio allora chiamato Whuang, nella parte più occidentale dell'isola di Kikaijima, nell'arcipelago delle Amami, parte della Prefettura di Kagoshima, il 4 agosto 1900. Dopo essersi diplomata in una scuola di livello elementare, s'impiegò in una piccola azienda tessile locale. Nel 1919 si sposò ed ebbe un primo figlio, iniziando a lavorare con il marito in una coltivazione di canne da zucchero, attività che avrebbe abbandonato una volta superati gli 80 anni. Dall'unione con il consorte nacquero 9 figli (7 maschi e 2 femmine), tutti in vita al momento della morte di Nabi. Il marito, Tominishi, nato nel 1896, morì nel 1991 a 94 anni.
A seguito della morte del marito, Nabi Tajima si recò a vivere con il figlio maggiore e la nuora, presso i quali risiedette per più di 10 anni. Ormai più che centenaria, nel febbraio del 2002 si trasferì in una casa di riposo locale, "Kikaien" (喜 界 園), nella sua Kikai, dove visse sino alla sua morte. Oltre ai numerosi figli, al 2011 erano documentati 28 nipoti, 56 bisnipoti e 35 trisnipoti. Nel 2015 tale cifra aveva raggiunto i 140 discendenti, toccando i 160 al momento del suo decesso.
Il 27 settembre 2015, a seguito del decesso di un'anonima donna di Tokyo (il cui nome molto probabilmente era Harumi Nakamura (中村はるみ?)), nata il 15 marzo 1900, Nabi Tajima, all'età di 115 anni e 54 giorni, divenne la persona più anziana del Giappone. Divenne la decana dell'umanità il 15 settembre 2017 (anche se in Giappone era già il 16 settembre), a seguito del decesso della giamaicana Violet Brown, nata il 10 marzo 1900, rimanendo anche l'ultima persona vivente nata nell'anno 1900 dopo la morte della Brown. Festeggiò l'avvenimento nella propria casa di riposo, realizzando a ritmo di musica la tradizionale danza con le mani, benché apparentemente fortemente debilitata dalla vecchiaia e dalla malattia.

### Morte
Morì il 21 aprile 2018 in un ospedale di Kikai dove era ricoverata dal gennaio precedente a causa del peggioramento delle sue condizioni e, dopo il suo decesso una sua connazionale, Chiyo Miyako (2 maggio 1901 - 22 luglio 2018), divenne la persona vivente più longeva del mondo. I suoi funerali furono trasmessi nelle televisioni nazionali.
Il 19 settembre 2020 il suo record di 3ª persona verificata più anziana di sempre (e 1ª di tutto il continente asiatico), è stato superato dalla connazionale Kane Tanaka, succeduta a Chiyo Miyako come donna più longeva al mondo, retrocedendo così al quarto posto nella classifica delle persone più longeve accertate al mondo.
Il 30 ottobre 2021, il suo record di 4ª persona verificata più anziana di sempre, è stato superato dalla francese Lucile Randon, retrocedendo così al quinto posto nella classifica delle persone più longeve accertate al mondo.